# La Iglesia de Jesucristo de los Santos de los Últimos Días en Rusia

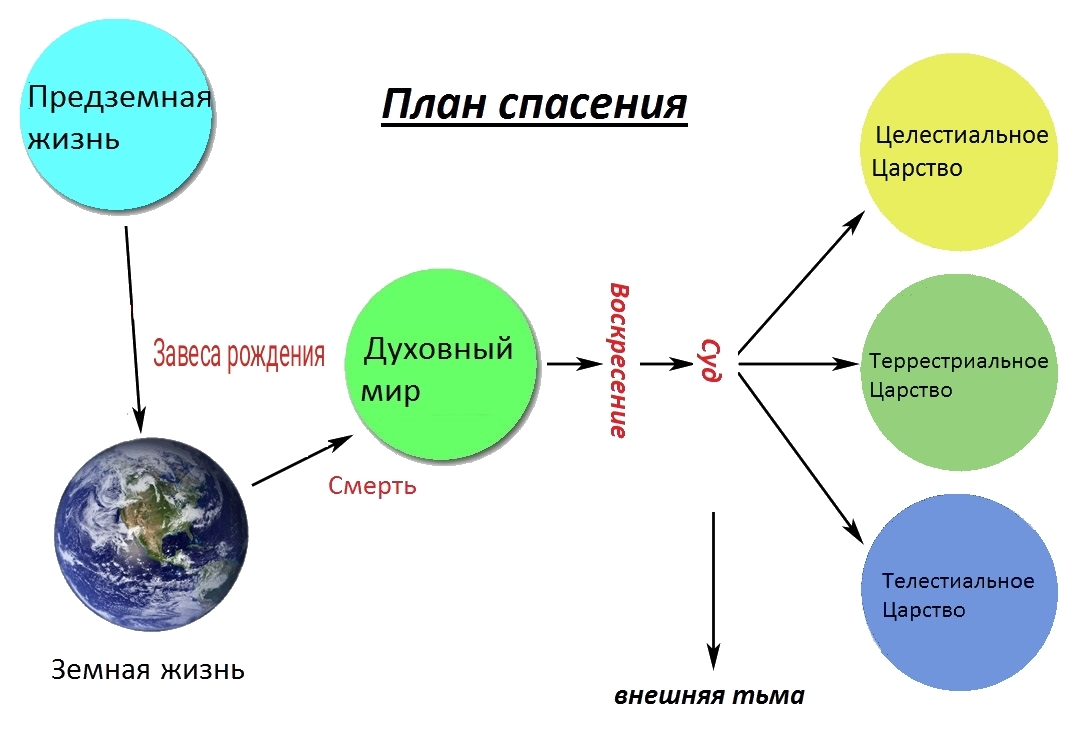
El plan de salvación en ruso.

En 1843, después de solo 13 años después de la organización de la Iglesia, el presidente Joseph Smith llamó a dos hombres a predicar en Rusia. Este nombramiento fue cancelado después de la muerte de José Smith en 1844. En 1895, fue enviado a San Petersburgo un nativo de Suecia, quien bautizó a la familia de Johan M. Lindelof. En 1959, el Apóstol Ezra Taft Benson, visitó la Iglesia Bautista Central en Moscú, donde oró por el crecimiento de la obra en el país. En septiembre de 1989 los líderes de la iglesia obtuvieron permiso de la Embajada de los Estados Unidos en Rusia para reunirse con miembros de la iglesia en su apartamento. Cuatro meses después, en enero de 1990, los primeros misioneros llegaron en Leningrado.
En febrero de 1990, se organizó la congregación en  Viborg. En septiembre, la congregación en San Petersburgo fue reconocida por las autoridades de la ciudad, y en octubre se aprobó una ley sobre la libertad religiosa. En febrero de 1992, cuando el número de miembros de la iglesia llegó a 750, se organizaron otras dos misiones en Rusia.
En junio de 1991, el Coro del Tabernáculo Mormón actuó en el Teatro Bolshoi de Moscú y en Leningrado. El coro ha grabado varias canciones para la radio, que escuchan 339 millones de personas. En mayo de 1991 la iglesia fue reconocida oficialmente por el gobierno de Rusia.
Actualmente el número de miembros de La Iglesia de Jesucristo de los Santos de los Últimos Días en Rusia es de aproximadamente 19.000 personas (incluyendo a los feligreses inactivos) distribuidos en 120 congregaciones. Hay ocho centros misioneros (Moscú, Moscú Occidental, Novosibirsk, Rostov, San Petersburgo, Samara, Ekaterimburgo, Vladivostok).